# Терещенко, Александр Владимирович
Александр Владимирович Терещенко - советский хозяйственный, государственный и политический деятель.

## Биография
Родился в 1901 году в Архангельске. Член ВКП(б) с 1940 года.

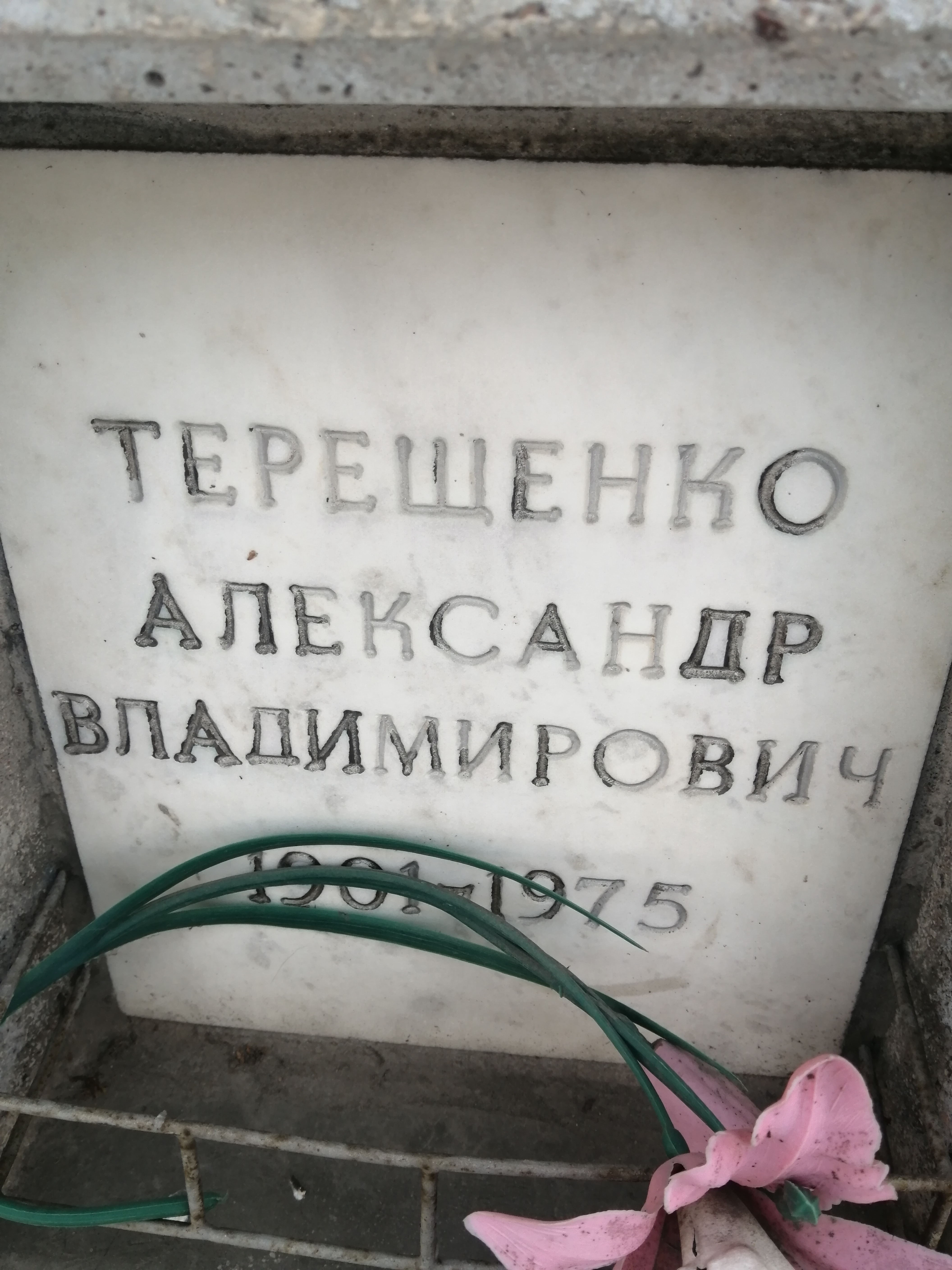
Могила Терещенко А.В. колумбарий крематория, Санкт-Петербург.

С 1917 года - на хозяйственной, общественной и политической работе. В 1917-1956 гг. — кочегар и матрос судов речного флота, участник Гражданской войны, в органах УГРО различных регионов СССР, начальник исправительных учреждений в Новосибирской области, в органах УНКВД Новосибирской области, начальник 4 отделения, заместитель 4-го отделения УМГБ Новосибирской области, начальник УМГБ Брянской области, министр госбезопасности Киргизской ССР, министр внутренних дел Киргизской ССР, председатель КГБ при Совете Министров Киргизской ССР.
Избирался депутатом Верховного Совета СССР 4-го созыва.
Умер в августе 1975 года в Ленинграде.